# رومي تشوب
رومي تشوب (من مواليد 14 أكتوبر 1993) هي متزلجة على الجليد سويسرية في فئة SB-LL2.

## الحياة الشخصية والمهنية
فازت رومي تشوب مع إلين والثر بالميدالية البرونزية في حدث فرق السيدات في بطولة العالم للرياضات الثلجية لعام 2021 التي أقيمت في للهامر بالنرويج (English: Lillehammer) ،  تنافست مع سويسرا في التزلج على الجليد في دورة الألعاب البارالمبية الشتوية لعام 2022 في بكين ، الصين.  لقد تنافست في التزلج على الجليد للسيدات عبر English: women's snowboard cross SB-LL2) SB-LL2) وأحداث التعرج المتعرج للسيدات SB-LL2 (English: women's banked slalom SB-LL2) .